# 月明潭乡
月明潭乡，是中华人民共和国湖南省常德市汉寿县下辖的一个乡镇级行政单位。

## 行政区划
月明潭乡下辖以下地区：
龙文社区、石板滩村、谷家冲村、潘家桥村、大屋湾村、纸料洲村、金喜塘村、花莲寺村、尚文湾村、八房湾村、赤港湾村、胡家冲村、绍川湾村、龙井湾村、碧联村、木鱼洲村、唐家桥村、浏家河村、鹿尾塘村、桔园村、向阳垸村和乡捕捞队生活区。